# Liste der Stolpersteine in Hagen im Bremischen
Die Liste der Stolpersteine in Hagen im Bremischen enthält die Stolpersteine, die im Rahmen des gleichnamigen Kunst-Projekts von Gunter Demnig in Hagen im Bremischen verlegt wurden. Mit ihnen soll an die Opfer des Nationalsozialismus erinnert werden, die in Hagen im Bremischen lebten und wirkten. Die einzigen Stolpersteine der Gemeinde liegen im Dorf Sandstedt.

## Liste der Stolpersteine
| Name        | Adresse                            | Bild                         | Inschrift                                                                            | Verlegedatum | Biografie und Anmerkungen |
| ----------- | ---------------------------------- | ---------------------------- | ------------------------------------------------------------------------------------ | ------------ | --- |
| Jacob Wolff | Sandstedt, Osterstader Straße 21 · | Stolperstein für Jacob Wolff | Hier wohnte Jacob Wolff Jg. 1872 deportiert 1942 Theresienstadt ermordet 22.12.1943  | 26.08.2004   | Die Familie Wolff bewohnte das Wohn- und Geschäftshaus in der Osterstader Str. 21 und lebte wahrscheinlich in 5. Generation in Sandstedt. Das Haus wurde 1862 von der Familie Wolff errichtet. Jacob Wolff (geb. 03.09.1870) betrieb hier eine Schlachterei mit einem Laden. Verheiratet war er mit Tony (geb. 14.08.1886 in Stadthagen), geb. Rosenfeld. Ihre zwei Kinder Grete (geb. 09.12.1909) und Hans (geb. 04.08.1913) flüchteten Mitte der 30er Jahre nach England. Die Eltern Jacob und Tony blieben in Sandstedt, da Jacob Wolff herzkrank war und sich die Strapazen der Flucht nicht mehr zutraute. Das Haus wurde 1938 in einem Zwangsverfahren verkauft. Jacob und Tony Wolff zogen zu ihren Schwestern nach Wunstorf und wurden am 23. Juli 1942 nach Theresienstadt deportiert. Jacob Wolff wurde am 22. Dez. 1943 in Theresienstadt ermordet, Tony Wolff wurde danach nach Auschwitz verschleppt und dort am 15. Mai 1944 ermordet. |
| Tony Wolff  | Sandstedt, Osterstader Straße 21 · | Stolperstein für Tony Wolff  | Hier wohnte Tony Wolff Jg. 1885 deportiert 1942 Theresienstadt ermordet in Auschwitz | 26.08.2004   | Die Familie Wolff bewohnte das Wohn- und Geschäftshaus in der Osterstader Str. 21 und lebte wahrscheinlich in 5. Generation in Sandstedt. Das Haus wurde 1862 von der Familie Wolff errichtet. Jacob Wolff (geb. 03.09.1870) betrieb hier eine Schlachterei mit einem Laden. Verheiratet war er mit Tony (geb. 14.08.1886 in Stadthagen), geb. Rosenfeld. Ihre zwei Kinder Grete (geb. 09.12.1909) und Hans (geb. 04.08.1913) flüchteten Mitte der 30er Jahre nach England. Die Eltern Jacob und Tony blieben in Sandstedt, da Jacob Wolff herzkrank war und sich die Strapazen der Flucht nicht mehr zutraute. Das Haus wurde 1938 in einem Zwangsverfahren verkauft. Jacob und Tony Wolff zogen zu ihren Schwestern nach Wunstorf und wurden am 23. Juli 1942 nach Theresienstadt deportiert. Jacob Wolff wurde am 22. Dez. 1943 in Theresienstadt ermordet, Tony Wolff wurde danach nach Auschwitz verschleppt und dort am 15. Mai 1944 ermordet. |